# Tallhedlöpare
Tallhedlöpare (Carabus arcensis) är en skalbaggsart som beskrevs av Herbst 1784. Tallhedlöpare ingår i släktet Carabus, och familjen jordlöpare. Arten är reproducerande i Sverige.

## Bildgalleri

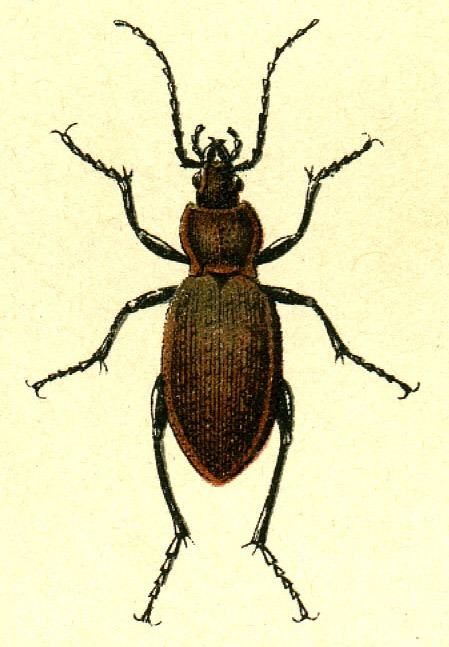
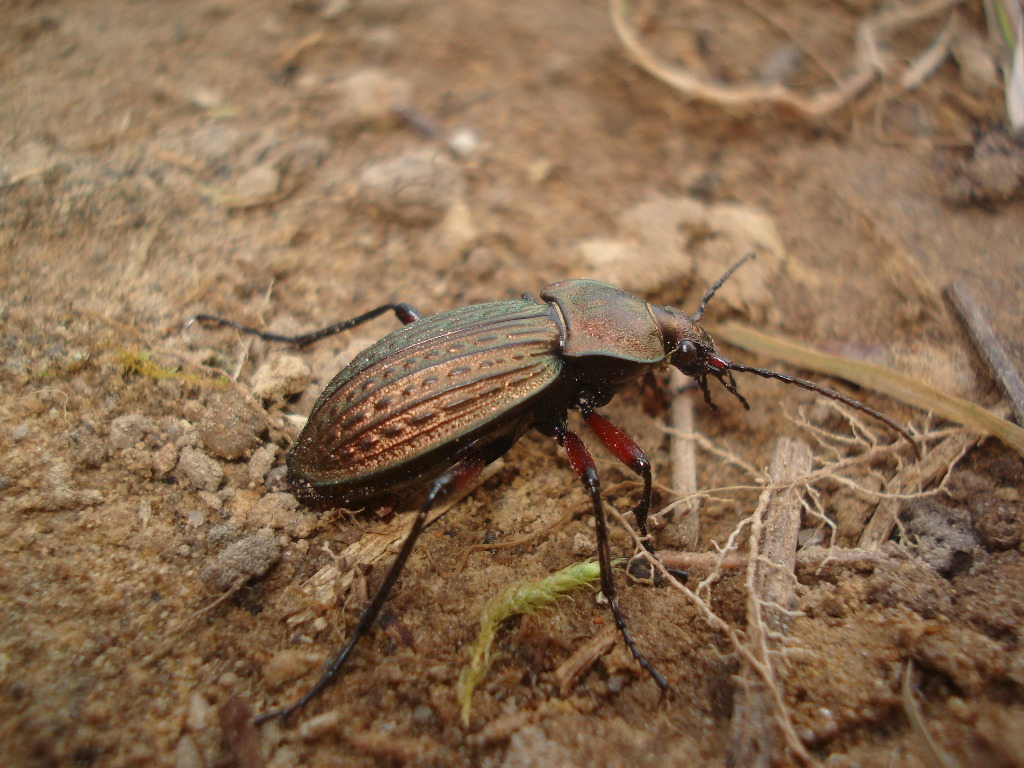
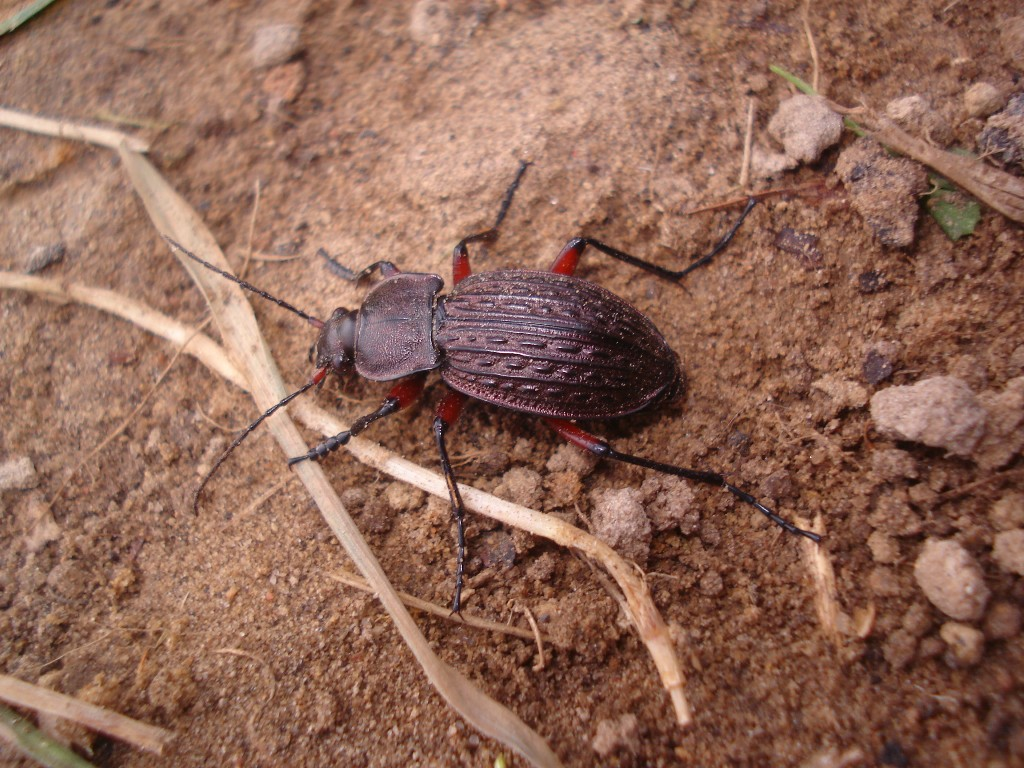
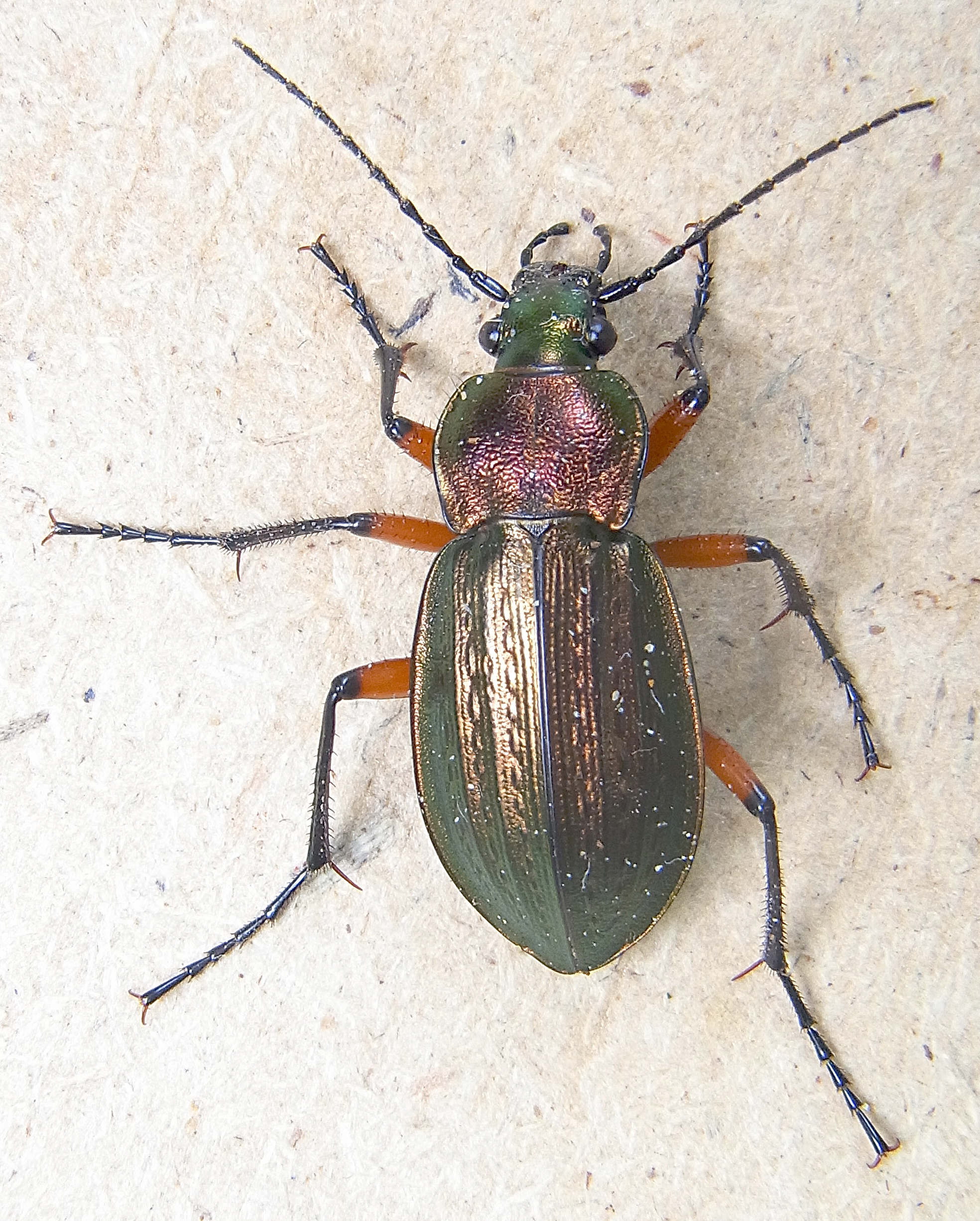
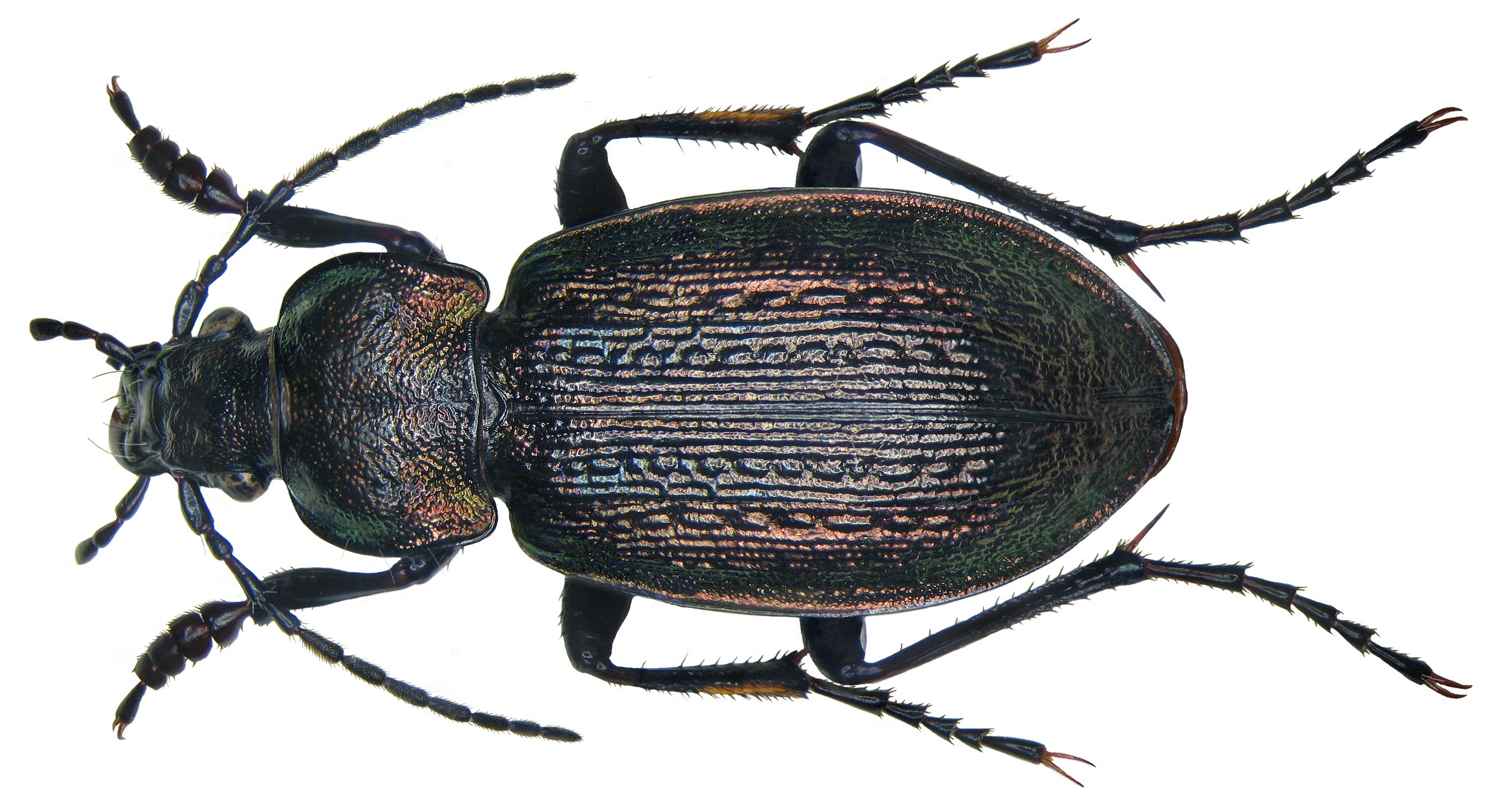